# Поліщук Віктор Трохимович
Ві́ктор Трохи́мович Поліщу́к — полковник медичної служби Збройних сил України. У 2000-х роках керівник Військово-медичного клінічного центру Північного регіону (Харків). Учасник російсько-української війни.

## Нагороди
- Заслужений працівник охорони здоров'я України (2009)[1]
- Орден Богдана Хмельницького III ступеня (2015) — За особисту мужність і героїзм, виявлені у захисті державного суверенітету та територіальної цілісності України, вірність військовій присязі під час російсько-української війни.[2]